# 워크인 클리닉
워크인 클리닉(영어: Walk-in clinic)은 슈퍼마켓이나 약국 같은 소매점 내부에 위치하면서 감기, 알레르기, 백선, 사마귀, 두통, 염좌 등 사소한 일상질환을 치료하는 의원이다. 전세계적으로 유사한 형태들이 발견되지만, 미국에서 특히 성행한다.